# Senhora do mar (negras águas)
«Senhora do Mar (Negras Águas)» (en español: Señora del mar (negras aguas)) fue la canción que representó a Portugal en el Festival de la Canción de Eurovisión 2008 en Belgrado, Serbia. Fue compuesto por el croata Andrej Babić, que también había escrito la canción eslovena de 2007, Cvet z juga, interpretada por Alenka Gotar, y con letra de Carlos Coelho. La música fue elegida en el Festival RTP da Canção de marzo de 2008 a través de televoto. Trata de un tema relacionado con la pérdida de un hombre del mar y de una mujer que sufre la pérdida.

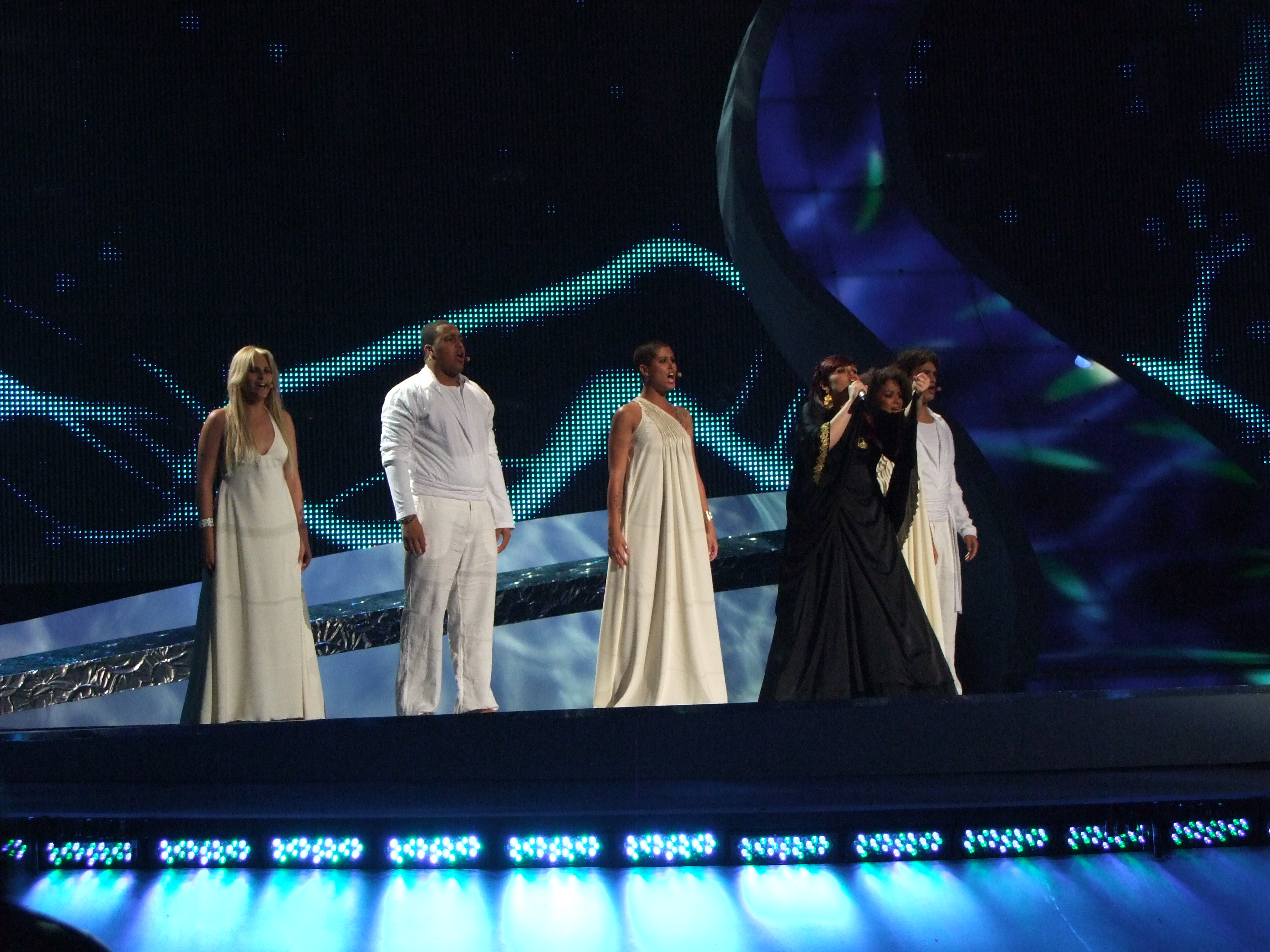
Vânia Fernandes interpretando "Senhora do Mar" en Belgrado.

Senhora do Mar fue cantado por Vânia Fernandes el 22 de mayo de 2008 en la segunda semifinal del festival y se clasificó en 2º lugar con 120 puntos. Entonces se clasificó para la final que se realizó el 24 de mayo. En la gran final Portugal terminó en 13.eɽ lugar y esta fue su clasificación final, con 69 puntos.